# Hexoplon praetermissum
Hexoplon praetermissum är en skalbaggsart som beskrevs av Bates 1870. Hexoplon praetermissum ingår i släktet Hexoplon och familjen långhorningar. Inga underarter finns listade i Catalogue of Life.